# Triiodeto de nitrogênio
Triiodeto de nitrogênio, também chamado de iodeto de nitrogênio, é o composto químico com a fórmula NI3. É um explosivo de contato extremamente sensível: pequenas quantidades explodem com um estalo como o de pólvora quando tocado mesmo levemente, liberando uma nuvem de vapor púrpura de iodo.  NI3 tem uma complexa estrutura química que tem requerido grandes esforços para ser elucidada devido a instabilidade dos derivados.

## Decomposição
A decomposição de N3 ocorre pela seguinte reação:
2 NI3(s) → N2(g) + 3 I2(g)    ΔH = –290 kJ/mol

## Estrutura do NI3e seus derivados
Triiodeto de nitrogênio é um composto vermelho escuro, primeiramente caracterizado por cristalografia de raios X em 1990, quando foi preparado por uma rota livre de amônia. Nitreto de boro reage com fluoreto de iodo em triclorofluorometano a -30 °C para produzir NI3 puro com baixo rendimento.  NI3 é piramidal (C3v simetria molecular), como são os outros trihaletos de nitrogênio assim como a amônia.
O material que é usualmente chamado de "triiodeto de nitrogênio" é preparado pela reação de iodo com amônia. Quando esta reação é conduzida a baixas temperaturas em amônia anidra, o produto inicial é NI3·(NH3)5, mas este material perde alguma amônia sob aquecimento para dar o aduto 1:1 NI3·(NH3). Este aduto foi primeiramente descrito por Bernard Courtois em 1812, e sua fórmula foi determinada finalmente em 1905 por Silberrad. Esta estrutura de estado sólido consiste de cadeias de -NI2-I-NI2-I-NI2-I-... Moléculas de amônia estão situadas entre as cadeias. No escuro, mantido frio e umedecido com amônia, NI3·(NH3) é estável. O material seco é, entretanto um explosivo de contato decompondo-se de acordo com a seguinte equação:
8 NI3NH3 → 5 N2 + 6 NH4I + 9 I2
A instabilidade do NI3 pode ser atribuía aos três átomos de iodo que se encontram próximos uns dos outros devido à grande repulsão do par eletrônico desemparelhado do átomo central de nitrogênio . Essa concentração em uma das extremidades cria uma tensão na ligação entre os átomos, à medida que os átomos se repelem em um espaço pequeno. O resultado é que a molécula pode se desfazer de maneira explosiva.